# Deer Leap Falls

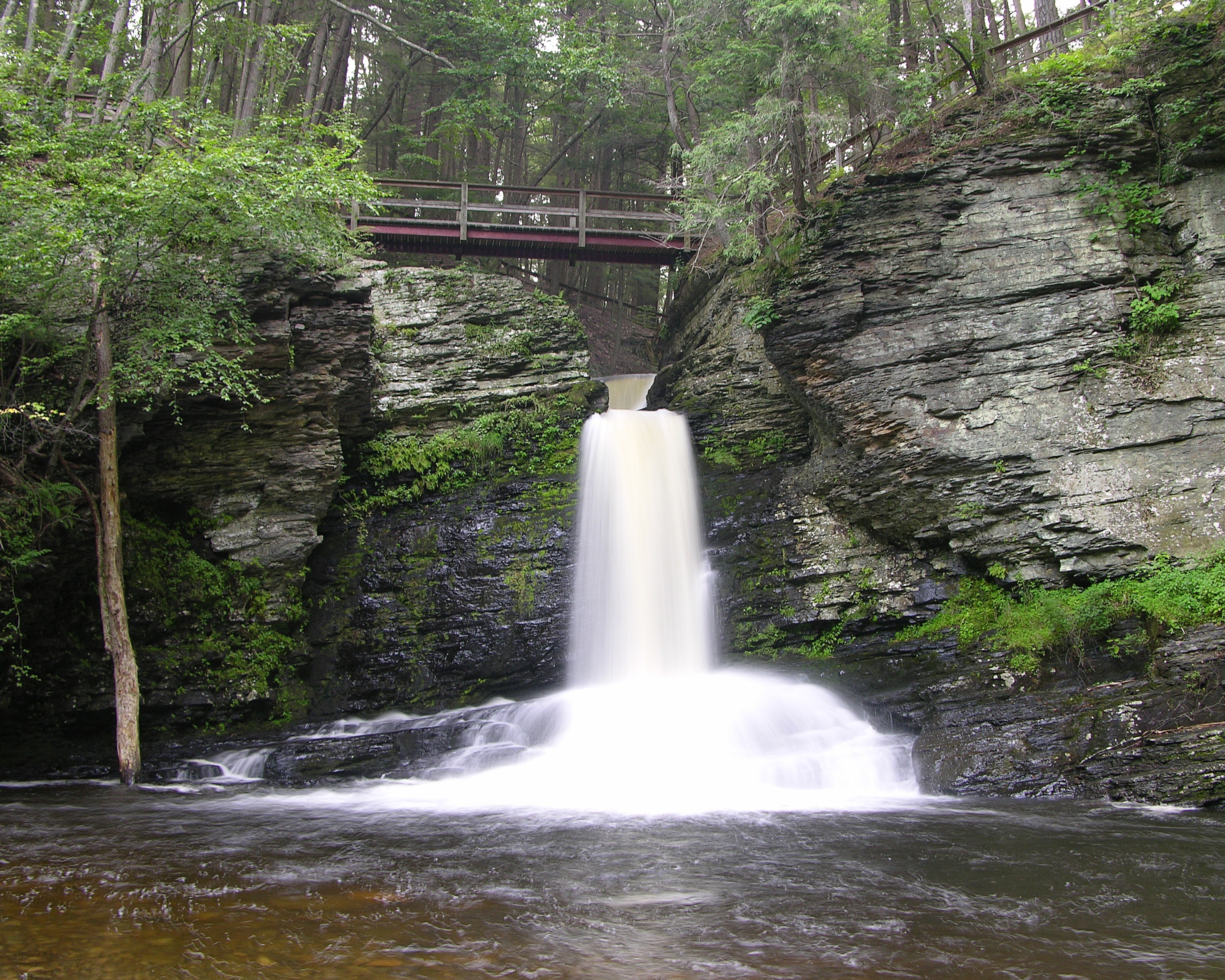
The Deer Leap Falls

Deer Leap Falls è la terza cascata situata nel George W. Childs Recreation Site.
È un luogo molto visitato soprattutto dagli escursionisti e turisti che vogliono evitare la cascata più affollata Dingmans Falls.